# Лора Седлер
Лора Рут Седлер (англ. Laura Ruth Sadler; нар. 25 грудня 1980 — †19 червня 2003) — британська акторка, відома за роллю медсестри Сенді Гарпер у телесеріалі «Голбі Сіті».

## Кар'єра
Седлер народилася у Аскоті, Беркшир, але росла у Хай-Вікомі, Бакінгемшир. Навчалася у школі сценічного мистецтва імені Джекі Палмер у Хай-Вікомі, після чого вступила до театральної школи імені Сильвії Янг у Лондоні. У шестирічному віці акторський талант Лори був помічений Дастіном Гоффманом.
Перед тим як приєднатися до акторського складу «Голбі Сіті», Лора в 1996 році знялася у повнометражному фільмі «Інтимні стосунки», де виконала роль дівчини, закоханої у дорослого коханця її матері, та у період з 1997 по 1999 рр. — в дитячому телесеріалі «Ґрендж Хілл», де вона виконувала роль Джуді Джеффріс. У «Ґрендж Хілл» її персонаж загинув внаслідок падіння з палаючого будинку. Чотири роки потому сама Лора загинула при схожих обставинах. Седлер також виконала роль Скерті Марм у дитячому телесеріалі «Відьми з дзвіниці». Скерті Марм та її подруга Олд Ноші (Люсі Девіс) були відьмами-підлітками, яких було вигнано з Відьминого Острова на Землю.
У 2000 році Седлер приєдналася до творчого колективу «Голбі Сіті», спінофа довготривалого медичного телесеріалу «Катастрофа». Вона виконувала роль медсестри Сенді Гарпер до своєї смерті у 2003 році.

## Смерть
Вранці 15 червня 2003 року Седлер випала з балкону висотою в 12 метрів у квартирі свого бойфренда, актора Джордж Келіла. Незадовго до цього вони з Келілом спожили велику кількість алкоголю, пізніше у крові Лори було знайдено сліди кокаїну та діазепаму. Седлер отримала тяжку черепно-мозкову травму, її стан так і не покращився. 18 червня 2003 року рідні Лори вирішили від'єднати її від апарату для підтримання життєдіяльності і наступного дня 22-річна Лора Седлер померла у лікарні Черінґ Кросс. Келіла затримала поліція, але після допиту його було звільнено під заставу. Смерть Лори було визнано нещасним випадком.
Після смерті Седлер її персонаж продовжував з'являтися у епізодах «Голбі Сіті», які було відзнято до її смерті. Матір акторки допомогла сценаристам вирішити долю Сенді Гарпер. У епізоді, прем'єра якого відбулася 9 вересня 2003 року, з'ясувалося, що Сенді виграла у лотерею і переїхала до Австралії.

## Фільмографія

Лора Седлер у ролі Джуді Джеффріс, «Ґрендж Хілл»

| Рік         | Українська назва     | Оригінальна назва      | Роль                |
| ----------- | -------------------- | ---------------------- | ------------------- |
| 1989        | Інспектор Морс       | Inspector Morse        | Сабіна              |
| 1989        | Чарівні миті         | Magic Moments          | дівчинка            |
| 1993        | Проект «Сахара»      | Das Sahara-Projekt     | Лора                |
| 1996        | Інтимні стосунки     | Intimate Relations     | Джойс Бізлі         |
| 1997 — 1999 | Ґрендж Хілл          | Grange Hill            | Джуді Джеффріс      |
| 1998        | Повернення додому    | Coming Home            | не вказана у титрах |
| 1999        | У такі дні           | Days Like These        | дівчина             |
| 1999        | Таємниці Рут Ренделл | Ruth Rendell Mysteries | Бренда              |
| 1999 — 2000 | Відьми з дзвіниці    | Belfry Witches         | Скерті Марм         |
| 2000        | Допоможи мені        | Anchor Me              | Кессі Картер        |
| 2000 — 2003 | Голбі Сіті           | Holby City             | Сенді Гарпер        |